# Rerequart

Posició del quarterback

El rerequart o quarterback (QB) és una de les posicions del futbol americà el jugador es posiciona just darrere de la línia. Generalment, és el líder ofensiu de l'equip quan és al camp, i és el responsable d'iniciar la jugada, rebre l'esnap del center i d'aplicar l'estratègia. Després del snap, el quarterback intenta fer una passada aèria o donar la pilota en mà a un corredor en joc terrestre. El quaterback també pot intentar corre pel seu compte. Si el quaterback és placat darrere la linea de scrimmage es produeix un sack. La paraula quaterback prové del rugbi escocès on els jugadors en posicions endarrerides acostumaven a estar just una distància aproximada d'un ¼ dels davanters. Alguns quaterbacks destacats han sigut Brett Favre o Eli Manning